# Нарх, Франсис
Франсис Нарх (англ. Francis Narh; род. 18 апреля 1994, Аккра) — ганский футболист, нападающий ургенчского «Хорезм».

## Карьера

### Начало карьеры
Начинал футбольную карьеру в ганском клубе «Тема Ют», в которой выступал в период с 2010 по 2013 года. В августе 2013 года перешёл в тунисский клуб «Клуб Африкен». Дебютировал за клуб 29 сентября 2013 года в матче против «Олимпика», выйдя на замену на 90 минуте. Провёл за клуб всего 6 матчей и в конце года покинул команду.

### «Баник» Острава
В январе 2014 года на правах свободного агента присоединился к чешскому «Банику». Дебютировал за клуб 22 марта 2014 года в матче против пражской «Спарты», выйдя на замену в концовке матча. В матче 19 апреля 2014 года против клуба «Зноймо» отличился первым результативным действием, отдав голевую передачу. Дебютные голами отличился в матче последнего тура 31 мая 2014 года против пражской «Славии», записав на свой счёт дубль. В июле 2014 года начинал сезон как основной нападающий клуба. Первый матч сыграл 25 июля 2014 года против пражской «Дуклы». Первый гол забил 4 октября 2014 года в матче против клуба «Словацко». 

### «Левски»
В январе 2016 года за 200 тысяч евро перешёл в болгарский клуб «Левски», подписав с клубом двухлетний контракт. Дебютировал за клуб 21 февраля 2016 года в матче против «Лудогорца», отличившись результативной передачей. Дебютный гол за клуб забил 13 марта 2016 года против клуба «Пирин». По итогу дебютного сезона стал серебряным призёром чемпионата, отличившись 1 голом и 3 результативными передачами. В июле 2016 года в ответной встрече против «Марибора» в рамках квалификации Лиги Европы УЕФА отличился голом. В ноябре 2017 года контракт с игроком был расторгнут из-за систематических нарушений к тренировочному процессу.

### «Докса»
В феврале 2018 года перешёл в кипрский клуб «Докса». Дебютировал за клуб 7 февраля 2018 года в матче против «Аполлона». Дебютный гол за клуб забил в своём следующем матче 10 февраля 2018 года в матче против «Этникоса». За сезон провёл за клуб 18 матчей во всех турнирах, в которых отличился 3 голами и 1 результативной передачей. 

### «Славия-Мозырь»
В августе 2018 года перешёл в турецкий «Карабюкспор», за который так и не дебютировал. В июле 2019 года перешёл в мозырскую «Славию». Дебютировал за клуб 7 июля 2019 года в матче против «Ислочи». Дебютный гол за клуб забил 17 августа 2019 года против могилёвского клуба «Дняпро». С ходу закрепился в основном составе клуба, став лучшим игроком клуба в августе 2019 года. В январе 2020 года продлил контракт с клубом. Затем на протяжении всей карьеры в белорусском клубе неоднократно становился лучшим игроком клуба по итогам месяца, став одним из лидеров в клубе. За 3 проведённых сезона провёл за клуб 81 матч во всех турнирах, в которых отличился 17 голами и 9 результативными передачами. В январе 2022 года появилась информация, что футболист перейдёт в бахрейнский «Аль-Мухаррак». 

### «Бунёдкор»
В конце января 2022 года перешёл в бахрейнский «Аль-Мухаррак». Однако в феврале 2022 года стал игроком узбекистанского клуба «Бунёдкор». Дебютировал за клуб 10 марта 2022 года в матче против «Кызылкума». Дебютный гол за клуб забил в матче Кубке Узбекистана 9 апреля 2022 года против бекабадского «Металлурга». Свой первый гол в узбекистанской Суперлиге забил 25 апреля 2022 года в матче против «Нефтчи». По итогу сезона футболист провёл за клуб 28 матчей во всех турнирах, в которых отличился 3 забитыми олами и 2 результативными передачами.

### «Динамо» Самарканд
В январе 2023 года футболист перешёл в самаркандское «Динамо». Дебютировал за клуб 16 марта 2023 года в матче против клуба «Машал», отличившись дебютной результативной передачей. Дебютный гол за клуб забил 20 мая 2023 года в матче против клуба «Коканд 1912», также отличившись голевой передачей. В матче Кубка Узбекистана 4 июня 2023 года против ташкентского «Локомотива» футболист оформил дубль.

## Международная карьера
В 2013 году был вызван в молодёжную сборную Ганы до 20 лет для участия в молодёжном чемпионате мира.

## Семья
Является сводным братом Томаса Парти. 